# Acraea oreta
Acraea oreta är en fjärilsart som beskrevs av William Chapman Hewitson 1874. Acraea oreta ingår i släktet Acraea och familjen praktfjärilar. Inga underarter finns listade i Catalogue of Life.